# Mieczysław Chwojnik
Mieczysław Chwojnik, po zmianie obywatelstwa Menachem Oren (ur. 1901, zm. 1962 w Tel Awiwie) – polski szachista, medalista olimpijski, reprezentant Izraela od zakończenia II wojny światowej.

## Życiorys
Z zawodu był matematykiem. W latach 20. należał do czołówki szachistów krakowskich, m.in. trzykrotnie (w latach 1919, 1925 i 1926) zdobywając tytuł mistrza miasta. Dwukrotnie (w latach 1926 i 1927) wystąpił w finałach mistrzostw Polski w szachach. W 1928 r. reprezentował Polskę na szachowej olimpiadzie w Hadze (na IV szachownicy), zdobywając wraz z drużyną brązowy medal. W 1929 r. zdobył, w barwach miasta Kraków, brązowy medal drużynowych mistrzostw Polski. 
W czasie II wojny światowej wyjechał do Palestyny, a po jej zakończeniu przeniósł się do Izraela i zmienił nazwisko na Menachem Oren. W barwach tego kraju jeszcze trzykrotnie (w latach 1952, 1954 i 1956) wystąpił na olimpiadach. Łącznie rozegrał 44 olimpijskie partie, w których zdobył 26 punktów.
Według retrospektywnego systemu Chessmetrics, najwyżej sklasyfikowany był w październiku 1954 r., zajmował wówczas 74. miejsce na świecie.